# Korps Militaire Controleurs Gevaarlijke Stoffen
Het Korps Militaire Controleurs Gevaarlijke Stoffen (KMCGS) is een onafhankelijke toezichthouder binnen het Ministerie van Defensie die belast is met de controle en handhaving op het vervoer, opslag en behandeling van gevaarlijke stoffen binnen het Ministerie. Het KMCGS is daarnaast ook aangewezen voor de strafrechtelijke handhaving van milieuovertredingen op defensieterreinen en de nationale luchthavens.
Het KMCGS hanteert in haar toezicht drie vormen van onderzoek: thematisch onderzoek, systeemgericht onderzoek en, in het uiterste geval, strafrechtelijk (opsporings-) onderzoek. Strafrecht is echter ‘het laatste redmiddel’.
In voorkomend geval werkt het KMCGS samen met partners zoals de Koninklijke Marechaussee, de Nationale Politie, Douane, het Openbaar Ministerie en de Inspectie Leefomgeving & Transport.
Met ingang van het jaar 2021 maakt het Ministerie van Defensie alle jaarverslagen van haar interne toezichthouders openbaar op Verantwoordingsdag. Hieronder vallen ook de jaarverslagen van het KMCGS

## Organisatie
De commandant KMCGS beschikt over drie teams waarmee de toezichthoudende- en handhavende taken uitgevoerd worden:
- Controle Vervoer Gevaarlijke Stoffen (CVGS);
- Controle Opslag en Behandeling Gevaarlijke Stoffen (COBGS);
- Team Milieuhandhaving (TMH).

Een Team Managementondersteuning. welke zal gaan bestaan uit een jurist, managementassistent, een planner en een materieelbeheerder, is in 2023 in ontwikkeling.

## De grondslag van de taken van het KMCGS
De grondslag van de taken van het KMCGS is beschreven in de volgende documenten: 
- Algemeen organisatiebesluit Defensie 2021;
- SG Aanwijzing 948;
- Wet vervoer gevaarlijke stoffen artikel 34 lid 2 (Toezicht) en artikel 42 lid 1 onder b (Opsporing);
- Wet luchtvaart artikel 11.1 lid 1 onder c (Toezicht) en artikel 11.3 lid 1 (Opsporing);
- Besluit vervoer ontplofbare stoffen krijgsmacht 2011, MP 40-20 deel 1200;
- Besluit Voorschrift intern vervoer gevaarlijke stoffen Defensie 2011, MP 40-21 deel 3000;
- Besluit Voorschrift voor het merken van munitie en verpakkingen van munitie, MP 40-40;
- Besluit Staatssecretaris van Justitie en Veiligheid van 4 oktober 2012, nr. 5732502/Justis/12, strekkende tot de aanwijzing van buitengewoon opsporingsambtenaren bij het Korps Militaire Controleurs Gevaarlijke Stoffen van de Koninklijke Marechaussee;
- Besluit toezicht en opsporing vervoer gevaarlijke stoffen;
- Besluit aanwijzing KMCGS ex artikelen 11.1 en 11.3 Wet luchtvaart;
- Besluit aanwijzing ambtenaren VROM-regelgeving (artikel 10-REACH);
- Beschikking van de Minister van Defensie van 18 oktober 1982, directie Juridische Zaken, afdeling wetgeving en publiekrecht nr. CWO 82/O37~ betreffende de instelling van het Korps Militaire Controleurs Ontploffingsgevaarlijke Stoffen.[1]

## KMCGS in de media
In 2019 heeft het radioprogramma Argos onderzoek gedaan naar de opslag van munitie en het vervoer van gevaarlijke stoffen bij het Ministerie van Defensie. Door middel van een beroep op de Wet openbaarheid van bestuur heeft Argos verschillende jaarverslagen van het KMCGS verkregen. In de radio-uitzending zijn de constateringen uit deze jaarverslagen van het KMCGS gebruikt om een beeld gegeven van de staat  en geschiedenis van opslag- en vervoer van gevaarlijke stoffen door het Ministerie. In 2020 heeft Argos nogmaals een jaarverslag van het KMCGS door middel van een beroep op de Wet openbaarheid van bestuur opgevraagd voor een radiozending over de opslag van ontplofbare stoffen.